# Bárbara de Oliveira
Bárbara Farias de Oliveira -más conocida como Bárbara de Oliveira- (Osasco, 12 de marzo de 1991) es una deportista brasileña de atletismo.
Fue parte del grupo de 63 atletas que representaron a Brasil en los Juegos Panamericanos de 2011 en Guadalajara, instancia en la que alcanzó la medalla de plata en la modalidad relevo 4 × 400 metros con el conjunto femenino de atletismo conformado por Geisa Coutinho, Joelma Sousa y Jailma de Lima. En el ámbito sudamericano, fue medalla de oro en las categorías 400 m y 4 × 400 m del Campeonato Sudamericano de Atletismo sub-23 en Medellín 2010, mientras que ostenta la plusmarca subcontinental en los 4 × 400 m relevo con 3min 26s 68 alcanzada el 7 de agosto de 2011 en el Trofeo Brasil junto a Geisa Aparecida Coutinho, Joelma Sousa y Jailma de Lima.
A nivel iberoamericano, recibió la medalla de bronce en los 4 × 400 m relevo del XIV Campeonato Iberoamericano de Atletismo de 2010 en San Fernando, España, junto a Sheila Ferreira, Aline dos Santos y Jailma de Lima.